# 北京大学马克思主义学院
北京大学马克思主义学院，简称北大马院，是北京大学的一个二级学院，前身是中华人民共和国建立初设置的“新民主主义论教学委员会”。根据1992年3月17日发布的《关于建立北京大学马克思主义学院的决定》，1992年4月2日，北京大学马克思主义学院正式成立，是中国第一个马克思主义学院。目前北京大学马克思主义学院的院长是于鸿君，执行院长是孙熙国。

## 知名教师
- 柴晓明，北京大学马克思主义学院讲师，因涉嫌“颠覆国家政权”被南京市国家安全局监视居住。2020年8月，在南京以煽动颠覆国家政权罪秘密接受审判。[2]